# يوميات جميل وهناء (مسلسل)
جميل وهناء مسلسل كوميدي سوري من بطولة أيمن زيدان ونورمان أسعد وإخراج هشام شربتجي. كما تم تصوير جزء ثاني بعنوان ألو جميل ألو هناء بعودة نفس الممثلين في عام 2001.

## قصةالمسلسل
يروي قصة رجل (أيمن زيدان) يعتقد أن زوجته لا تغار عليه بما فيه الكفاية مثل بقية الزوجات، مما دعاه لابتكار أساليب كثيرة بمساعدة صديقه المؤلف وسيم الريّس لإثارة غيرتها وإرغامها على الاهتمام به أكثر. في البداية تفشل كل محاولاته، إلى أن يبتكر خطة ناجحة تؤدي إلى غيرة عمياء وجنونية من زوجته فيفرح بالموضوع اولا ثم يندم على ما فعله لاحقا.

## تمثيل
- أيمن زيدان بدور جميل.
- نورمان أسعد بدور هناء.
- سامية الجزائري بدور الجارة أم محمود.
- إيمان الغوري
- حسام تحسين بيك بدور الكاتب وسيم.
- باسم ياخور بدور نعيم.
- هناء نصور بدور مها زوجة نعيم.
- فادي الحايك: طارق الابن الأكبر لجميل وهناء.
- بشار الحايك: سليم الابن الاصغر لجميل وهناء.
- هالة شوكت: ام جميل.
- إيمان عبد العزيز: الجارة أم تحسين.
- منال حفني: سهام ابنة ام تحسين.
- نضير لكود: سمير صديق جميل.
- شكران مرتجى بدور أمل السكرتيرة.
- نزار أبو حجر بدور درويش.
- رباب كنعان: وردة الحلو
- أيمن رضا بدور سالم.
- نبال الجزائري: منال زوجة سالم.
- آمال سعد الدين: سمر.
- رندة عيد: ليلى.
- ماكدة نورة: سامية.
- رداح كوكش: نجاح.
- رجاء يوسف: سلوى.
- رانيا حالوت: إيمان.
- لينا مراد: نادية.
- فراس رمضان.
- مهند عودة.
- عبير ميخائيل.
- مروان شمشيخ.
- فهد الحموي.
- صفاء مارديني.
- عبد السلام عبور.
- وسام عساف.
- مجدي نصر.
- نصر شما.
- فهد السكري.
- شفيق تنوكي.
- إبراهيم محسن.
- أيمن سويد.
- نور ميداني.
- ناصر الشلبي.
- محمد خاوندي.